# 9К55 «Град-1»
9К55 «Град-1» — радянська полкова реактивна система залпового вогню, створена на базі РСЗВ 9К51 «Град».

## Історія створення
Робота по створенню системи «Град-1» була розпочата за постановою Ради міністрів СРСР № 71-26 від 21 січня 1970 року. Головним розробником системи було призначено НВО «Сплав». Розробка бойової машини була доручена Державному конструкторському бюро компресорного машинобудування під керівництвом головного конструктора О. І. Яскіна. У 1976 році РСЗВ 9К55 була прийнята на озброєння.

## Опис конструкції
Основним призначенням 9К55 є оснащення полкових підрозділів морської піхоти. Система здатна знищувати живу силу противника, неброньовану техніку і бронетранспортери в районах скупчення ворожих підрозділів. До складу системи 9К55 входять:
1. Бойова машина 9П138;
2. Транспортна машина 9Т450;
3. Некеровані реактивні снаряди 9М28Ф;
4. Комплект зі спеціальним арсенальним обладнанням 9Ф380.

### Бойова машина 9П138
Бойова машина 9П138 являє собою полегшену версію БМ-21. Як база використовується вантажний армійський автомобіль ЗІЛ-131. На вантажній платформі автомобіля встановлена пускова установка із 36 напрямних. У задній частині платформи знаходяться відкидні упори з двома амортизаторами, для поглинання розгойдування при веденні вогню.
В номенклатуру боєприпасів входять такі типи снарядів:
1. 3М16 — реактивний снаряд з касетною головною частиною, в складі головної частини перебуває 5 протипіхотних мін ПОМ-2;
2. 9М28К — реактивний снаряд з касетною головною частиною, в складі головної частини перебуває 3 протитанкові міни ПТМ-3;
3. 9М28С — реактивний снаряд з відокремлюваною запалювальною головною частиною;
4. 9М28Ф — реактивний снаряд з відокремлюваною фугасної головною частиною.
5. 9М22У — осколково-фугасний снаряд. Стандартний снаряд РСЗВ "Град"

Заряджання машини проводиться вручну, або з ґрунту, або з транспортно-заряджаючої машини 9Т450. Завдяки нижчій посадці пакета з напрямними, процес заряджання істотно полегшений. Повний цикл перезаряджання становить від 12 до 15 хвилин. Пуск може здійснюватися як одиночними пострілами, так і залпом як з кабіни, так і з виносного пульта на відстані до 60 метрів від машини. Механізми наведення ручні. Станок може наводитися в горизонтальній площині без перестановки шасі в діапазоні кутів від -60° до +60°, а у вертикальній — від 0° до +55°.

### Транспортна машина 9Т450
Для перевезення боєприпасів, можуть використовуватися як вантажівки ЗІЛ-130, ЗІЛ-157К або Урал-4320 з комплектом стелажів РСЗВ, так і транспортна машина 9Т450 з комплектом стелажів, виконана також на базі ЗІЛ-131 і прийнята на озброєння у 1983 році. Для ведення нічних бойових дій машина обладнується приладом нічного бачення ПНВ-57Е. Радіозв'язок забезпечується за допомогою радіостанції Р-108М.

## Модифікації
- 9К55 «Град-1» — колісний варіант з бойовою машиною 9П138 та транспортною машиною 9Т450
- 9К55-1 «Град-1» — гусеничний варіант з бойовою машиною 9П139 на базі самохідної гаубиці 2С1 «Гвоздика» і транспортно-заряджальної машини 9Т451 на базі багатоцільового гусеничного транспортера МТ-ЛБу «Маргаритка»

## Бойове застосування
1. Афганська війна (1979—1989) — застосовувалися радянськими військами[2].
2. Російське вторгнення в Україну (2022) — застосовувалися російськими[3] та українськими військовими[4].

## Оператори
- СРСР
- Білорусь — 5 9П138, станом на 2010 рік[5]
- Ірак — кількість і статус невідомі[2]
- Казахстан — кількість і статус невідомі[2]
- Росія:
  - Сухопутні війська Росії — 420 9П138, станом на 2012 рік[6]
  - Морська піхота Росії — 96 9П138, станом на 2012 рік[7]
- Туркменістан — 9 9П138, станом на 2012 рік[8]
- Узбекистан — 24 9П138, станом на 2012 рік[9]
- Україна — 20 9П138, станом на 2012 рік[10] Станом на 2018 рік зняті з озброєння.

### Росія
В листопаді 2022 року стало відомо, що на полігоні в Костромі частково-мобілізованих російських артилеристів готують до бойових дій в Україні на  установках 9П138 «Град-1» та причіпних гаубицях 2А18 «Д-30». Танкістів готують на танках Т-62М.

## Збережені екземпляри
- Росія:
  - Музей техніки Вадима Задорожного в Московській області;
  - У Військово-історичному музеї Східного (Далекосхідного) військового округу в Хабаровську.